# 1.ᵉʳ Batallón de Tanques
El 1.er Batallón de Tanques es un batallón acorazado del Cuerpo de Marines de los Estados Unidos, cuyo acuartelamiento se encuentra en Marine Corps Air Ground Combat Center Twentynine Palms, en California. Está bajo el mando de la 1.ª División de Marines y la I Fuerza Expedicionaria de Marines. La función de este cuerpo es la de proporcionar cobertura de combate a la 1.ª División de Marines bajo la forma preposición anfibia, llevar a cabo operaciones en tierra y ejercer maniobras de choque.

## Insignia
La insignia del 1.er  Batallón de Tanques es un escudo romboide de fondo azul con un borde escarlata y un gran "1" (en la fuente del 1.º de Marines) en escarlata detrás de un tanque M2A4 como los utilizados en Guadalcanal durante la Segunda Guerra Mundial; todo ello detrás de un rayo dorado (golpeando desde el lado superior izquierdo hasta el lado inferior derecho). La cresta es un emblema del Cuerpo de Marines en plata y oro contenido dentro de un laurel verde. En un emblema de oro sobre la insignia se inscribe "Primer Batallón de Tanques" y otro debajo de la insignia, con la inscripción "Agosto-Guadalcanal-1942" en escarlata.
La campaña de Guadalcanal comenzó en agosto de 1942 y fue la primera acción de combate del batallón y el tanque M2A4 fue el primer tanque utilizado por el batallón. Además, el batallón era la única unidad militar americana que utilizaba este tanque en la batalla. El uso de este tanque conmemora la primera acción de combate del batallón. El escudo romboide es un dispositivo único de soldados montados y acorazados y tiene la esquina superior cortada para manejar mejor sus armas. Los colores del escudo y el número 1 de la 1.ª División de Marines identifican al batallón con su división principal. El rayo representa velocidad, efecto de choque y potencia de fuego. El laurel, en la cresta, es un premio de honor, recordando el valor, la valentía y los sacrificios del batallón.
Este escudo ha existido en los registros del Cuerpo de Marines, en variadas formas, desde al menos 1970. Existen otras variaciones, a menudo colocando los emblemas del escudo (el número "1", el tanque y el rayo) en forma diferente. Se usa en ocasiones el diamante de la 1.ª División de Marines, y se sustituye a menudo un tanque más moderno en lugar del original. Este último dispositivo (el número "1", el tanque, y el rayo sobre la insignia del diamante de la 1.ª División de Marines) se utiliza comúnmente como insignia distintiva de la unidad (o DUI, insignia distintiva de la unidad) del batallón.